# Шипшина Козловського
Шипшина Козловського (Rosa koslowskii) — вид рослин з родини розових (Rosaceae).

## Опис
Кущ заввишки 120–150 см. Ребро листка щільно вкрите дуже короткими волосками з домішкою рідкісних залозок і дрібних шипиків. Листочки зверху вкриті залозками. Шипи від серпоподібних до гакоподібних.

## Поширення
Типовий екземпляр походить з Грузії, поблизу Боржома.
В Україні вид зростає на схилах серед чагарників — у гірському Криму.